# Клетка Гольджи
В нейробиологии клетками Гольджи называют вставочные тормозные нейроны, находящиеся в зернистом слое мозжечка. В 1964 г. они впервые были идентифицированы, как тормозные, Эклсом и др. Это был также первый пример цепи тормозной обратной связи, где тормозной вставочный нейрон был выявлен анатомически. Синапсы клеток Гольджи расположены  на дендритах зернистых клеток, униполярных кисточковых клетках и параллельных волокнах. Они получают потенциал действия (ПД) от мшистых волокон, которые также образуют синапс  с теми же зернистыми клетками. Таким образом эта схема обеспечивает торможение за счет отрицательной обратной связи. Основной синапс этих клеток – синапс с мшистым волокном, находящимся в клубочках мозжечка. Эти клубочки состоят из концов мшистых волокон, дендритов зернистых клеток и концов клеток Гольджи, всё это окружено слоем глиальных клеток.
В этих клетках в качестве нейромедиатора выступает ГАМК. Базовый уровень ГАМК вызывает постсинаптическое тоническое торможение гранулярных клеток последством альфа-6-содержащих ГАМК-А рецепторов на гранулярных клетках. Эти высоко-аффинные рецепторы могут быть синаптическими и экстрасинаптическими. Синаптические служат для фазового торможения, продолжительность 20-30 мс, тогда как экстрасинаптические служат для тонического торможения, около 200 мс, и активируются при прохождении ПД. Кроме того, ГАМК связывается с ГАМК-B-рецепторами, расположенными на пресинаптическом пространстве мшистых волокон, что тормозит передачу ВПСП от мшистого волокна к зернистым клеткам. Сила торможения зависит от температуры и частоты сигналов. При высокой частоте (10Гц) сигналов мшистого волокна взаимодействие ГАМК с ГАМК-B-рецепторами не влияет на ВПСП. Однако, при маленькой частоте (1Гц) ГАМК влияет на ВПСП через эти рецепторы.